# 刘永 (科学家)
刘永（1961年—），汉族，中华人民共和国政治人物、第十一届全国政协委员。
加入中国共产党，担任中国核工业集团西南物理研究院院长。2008年，当选第十一届全国政协委员，代表科学技术界，分入第三十组。